# Louis Irland de Lavau
Louis Irland de Lavau (auch: Louis de Lavau) (* 17. Jahrhundert; † 4. Februar 1694 in Paris) war ein französischer Adeliger, römisch-katholischer Geistlicher, Bibliothekar und Mitglied der Académie française.

## Leben und Werk
Louis Irland de Lavau, dessen Geburtsjahr nicht bekannt ist, war der Sohn des königlichen Hofbeamten Bonaventure Irland, Herr von Lavau († 1672), dessen Familie aus Schottland stammte. Ein Vorfahre war im frühen 16. Jahrhundert Professor an der Universität Poitiers geworden. 1667 wurde der Familie die Abstammung aus altem Adel bescheinigt.
Louis Irland war im diplomatischen Dienst, ging in den geistlichen Stand über, wurde nach seinem Vater Schatzmeister der Kirche Saint-Hilaire-de-Poitiers, Apostolischer Protonotar und, dank seiner großen Kenntnis der alten Sprachen, Bibliothekar im Louvre im Dienste des Königs. Als solcher wurde er 1679 in die Académie française (Sitz Nr. 35) aufgenommen, nachdem es ihm gelungen war, Colberts Tochter Marie-Anne (1665–1750) mit Louis de Rochechouart, duc de Mortemart (1663–1688), Sohn von Louis Victor de Rochechouart de Mortemart und Neffe der Madame de Montespan, zu verheiraten.
Er gehörte zu den Verehrern von Pierre Corneille, engagierte sich finanziell für Feierlichkeiten zu dessen Tod 1684 und ergriff auch das Wort, als 1691 Corneilles Neffe Fontenelle in die Akademie aufgenommen wurde. Jean Gallois und sein Nachfolger Jean-François-Paul Le Fèvre de Caumartin haben Lavau in Reden gewürdigt. Schriften sind von ihm nicht erhalten.